# Eleshun
Eleshun (kinesiska: 额勒顺, 额勒顺镇) är en köping i Kina. Den ligger i den autonoma regionen Inre Mongoliet, i den norra delen av landet, omkring 860 kilometer öster om regionhuvudstaden Hohhot. Antalet invånare är 10346. Befolkningen består av 4 956 kvinnor och 5 390 män. Barn under 15 år utgör 17,0 %, vuxna 15-64 år 75 %, och äldre över 65 år 7,0 %.
Genomsnittlig årsnederbörd är 690 millimeter. Den regnigaste månaden är juli, med i genomsnitt 160 mm nederbörd, och den torraste är januari, med 4 mm nederbörd.